# أولاد عياد (أولاد حمادي)
أولاد عياد هو دُوَّار يقع بجماعة لمعادنة، إقليم خريبكة، جهة بني ملال خنيفرة في المملكة المغربية. ينتمي الدوّار لمشيخة أولاد حمادي التي تضم 6 دواوير. يقدر عدد سكانه بـ 310 نسمة حسب الإحصاء الرسمي للسكان والسكنى لسنة 2004.

## روابط خارجية
- البوابة الوطنية للجماعات الترابية
- المندوبية السامية للتخطيط